# Hrabstwo Pontotoc (Oklahoma)
Pontotoc – hrabstwo w stanie Oklahoma w USA. Populacja liczy 35 143 mieszkańców (stan według spisu z 2000 roku).

## Miasta
- Ada
- Allen
- Byng
- Fitzhugh
- Francis
- Roff
- Stonewall